# Siegesallee

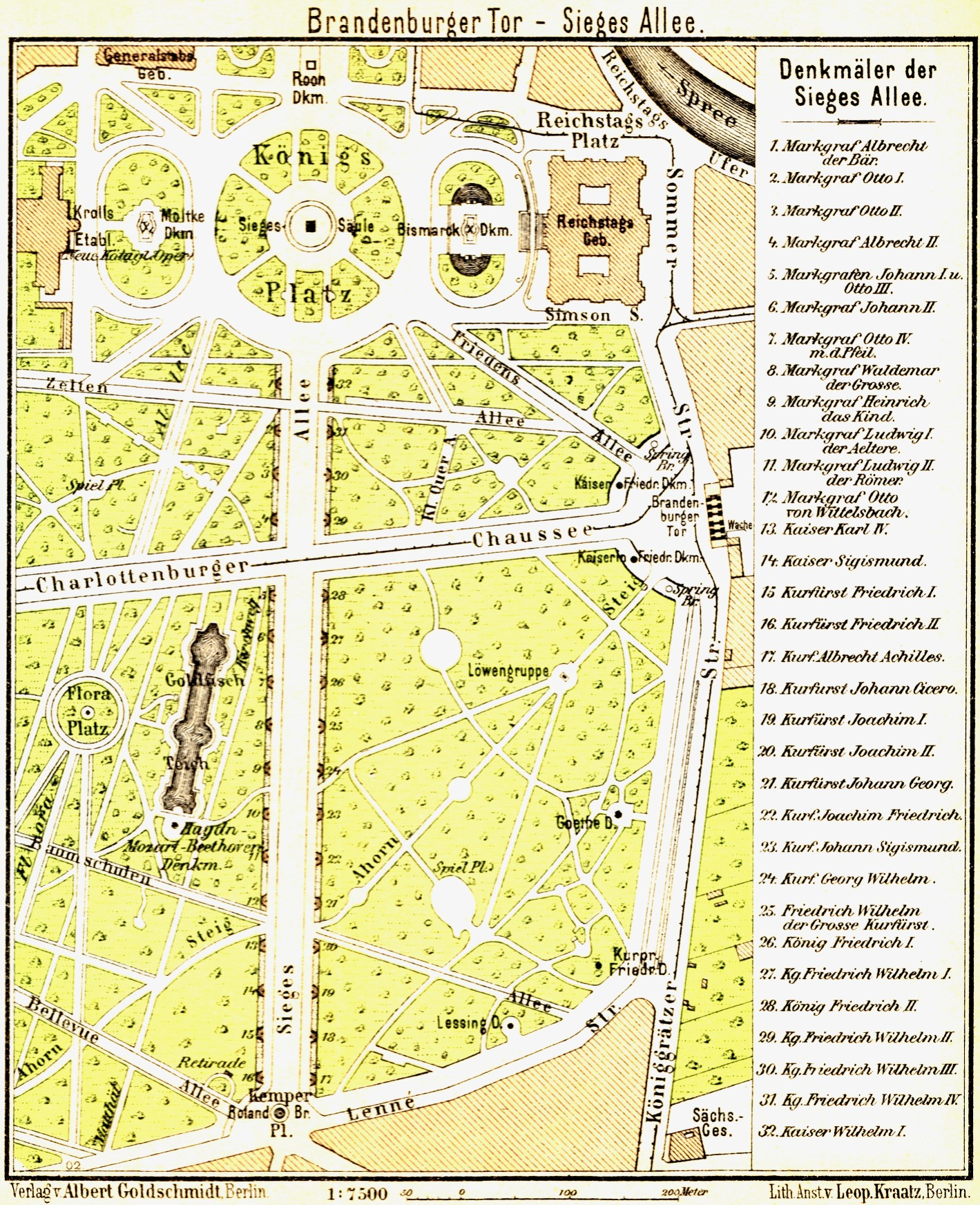
Plan de l'allée de la Victoire en 1902.

L'allée de la Victoire (Siegesallee) était une artère berlinoise prestigieuse, disparue peu après la Seconde Guerre mondiale. Conçue et financée par le Kaiser Guillaume II comme allée d'agrément du Großer Tiergarten, elle voit sa construction s'échelonner entre 1895 et 1901.
Trente-deux monuments de marbre, regroupant une centaine de statues, présentaient sur les côtés de l'allée les margraves, princes-électeurs et rois de Brandebourg et de Prusse ayant régné de 1157 à 1888.
Cette allée de 750 mètres de longueur commençait à la place dénommée jusqu'en 1948 Königsplatz (« place royale »), aujourd'hui place de la République, au centre de laquelle se trouvait avant 1938 la Siegessäule (« colonne de la victoire ») . Cette allée se terminait à la Kemperplatz, où se trouvait la fontaine de Roland (Berlin) (de).

## Historique

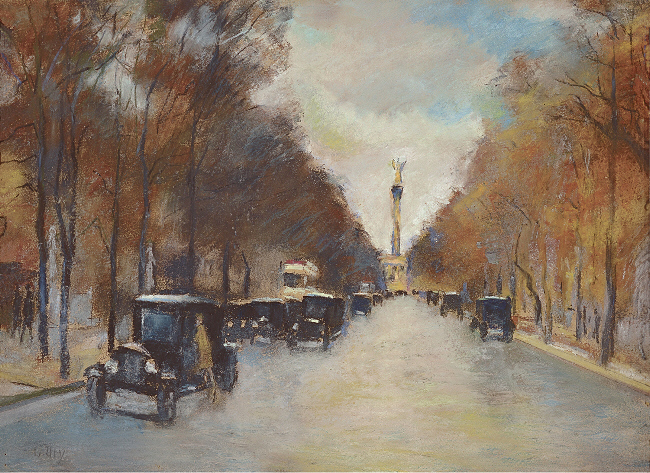
Vue de l'allée de la Victoire, avec la Siegessäule au fond. Tableau de Lesser Ury en 1920.

C'était auparavant une simple et longue allée du Tiergarten, ouverte en 1873, immédiatement avant l'inauguration de la Siegessäule. Devenue une avenue de prestige visant à glorifier le présent de l'Empire allemand et le passé de la maison Hohenzollern, elle n'échappe pas aux moqueries des Berlinois de l'époque qui la surnomment alors l'« allée des poupées » (Puppenallee).

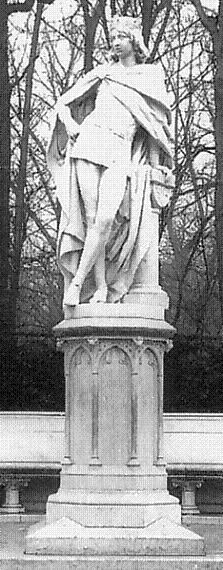
Statue du monument n°9 représentant Heinri l'Enfant (1308-1320) par August Kraus.

Guillaume II avait en effet décidé d'offrir pour ses trente-six ans, en marque de reconnaissance, cent statues de marbre à la ville de Berlin. Son épouse l'impératrice Augusta s'opposa à ce projet, mais l'empereur tint bon. Il déclara dans son discours du 27 janvier 1895 que les coûts seraient pris sur sa cassette personnelle. Les monuments qui témoignent du goût de l'époque et du Kaiser pour l'historicisme, sont issus de l'atelier du sculpteur Reinhold Begas, d'après les projets architecturaux de Gustav Halmhuber (de).
Chaque monument est aménagé de la même manière : une statue centrale en pied (ou un groupe) de 2,75 m de hauteur en moyenne est posée sur un socle et entourée sur les côtés et l'arrière d'un banc semi-circulaire ; le buste d'une personnalité ayant joué un rôle éminent à l'époque du règne du personnage principal orne le milieu de la courbe de chaque côté.
Ce sont au départ trente-deux monuments qui sont ainsi mis en place, puis deux monuments supplémentaires sont ajoutés en 1903, d'après le projet d'Ernst von Ihne. Pour finir, le sculpteur Adolf Brütt place en 1904 la statue du roi Guillaume de Prusse, futur empereur, revêtu de l'uniforme qu'il portait pendant la guerre franco-prussienne.
L'allée est inaugurée le 18 décembre 1901. Son coût est estimé à 1,6 million de marks.

## Illustrations

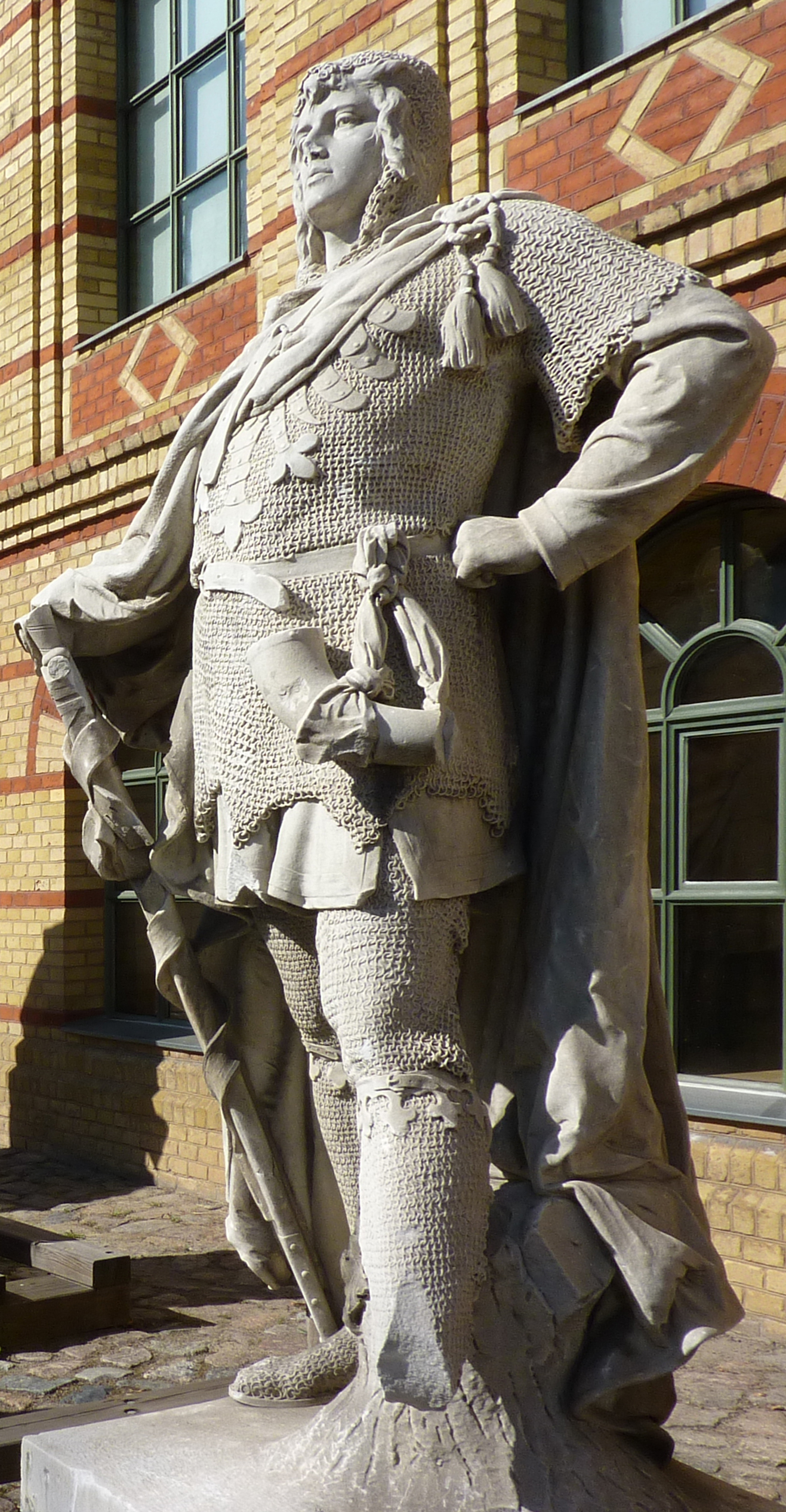
Statue du monument no 2 représentant Othon Ier de Brandebourg dans son état actuel.
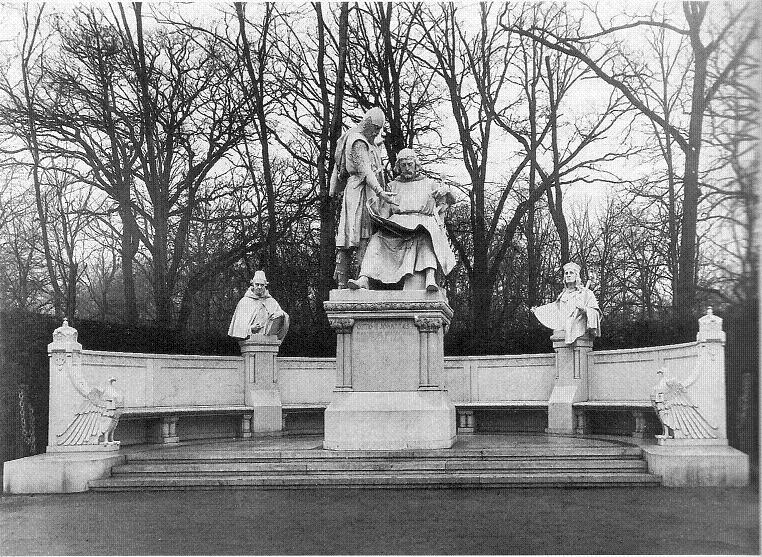
Monument no 5 représentant le margrave Jean Ier de Brandebourg avec Othon III de Brandebourg. Le buste de gauche représente le prévôt Siméon de Cologne et celui de droite Marsilius de Berlin (de), premier magistrat de la ville au XIIIe siècle. Les sculptures sont de Max Baumbach (inauguration le 22 mars 1900).
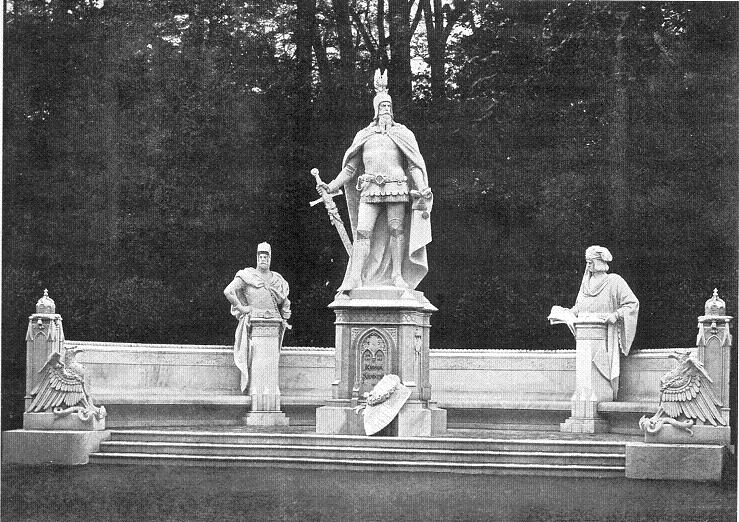
Monument no 14 avec l'empereur germanique Sigismond, sculpté par Eugen Börmel.
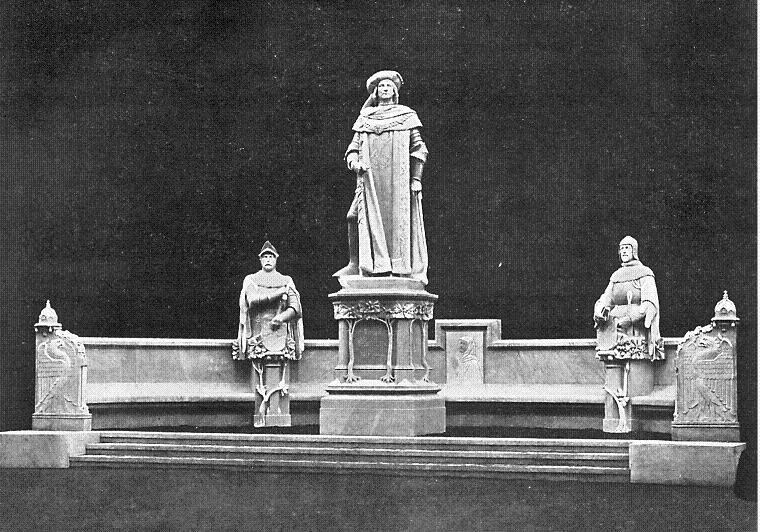
Monument no 15 représentant Frédéric Ier de Brandebourg (1371-1440). Le buste du comte Jean de Hohenlohe (1370-1410) se trouve à gauche, celui de droite Wend von Ileburg. Le bas-relief à l'arrière représente son épouse la princesse Élisabeth de Bavière-Landshut (« la Belle Else »). Sculptures de Ludwig Manzel. Monument inauguré le 28 août 1900.
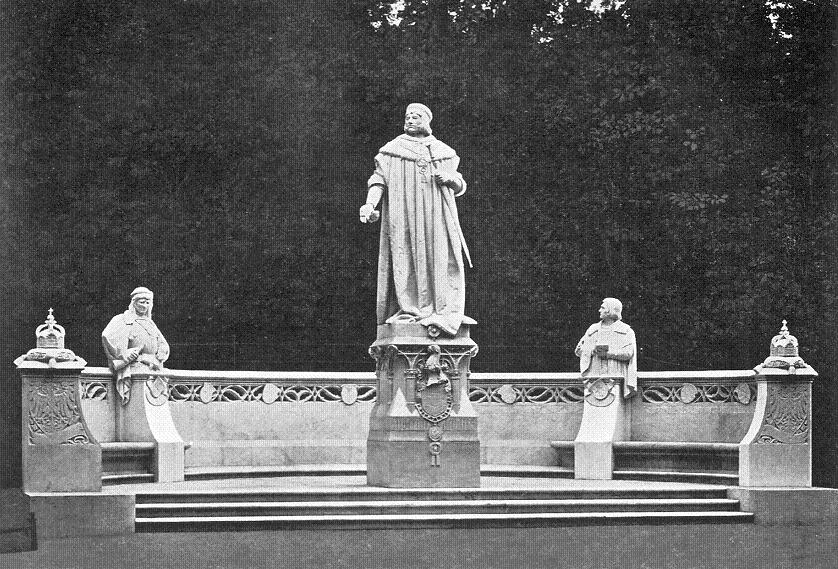
Monument no 17 avec Albert-Achille de Brandebourg avec à gauche le chambellan Werner von der Schulenburg et à droite Ludwig von Eyb. Sculpteur: Otto Lessing.

## Statues de 1 à 14

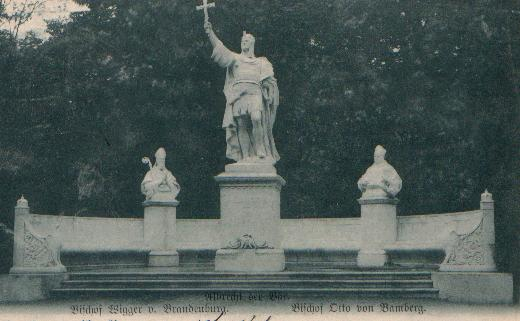
Le monument no 1 représentant Albert l'Ours (carte postale de 1898), œuvre de Walter Schott.

Le premier monument qui est le plus au nord représente Albert l'Ours, entouré des évêques Wigger de Brandebourg et saint Othon de Bamberg. Le deuxième monument représente Othon Ier de Brandebourg entouré du prince Pribislaw-Henri (en) (qui prit le baptême sous le nom d'Henri) et de Sibold, premier abbé cistercien de l'abbaye de Lehnin, fondée par Othon Ier. Un bas-relief sur le socle représente l'abbaye de Lehnin (sculptures de Max Unger). Le troisième monument inauguré en 1898 représente Othon II de Brandebourg sculpté par Joseph Uphues, le quatrième Albert II par Johannes Boese (en), le cinquième Jean Ier et Othon III avec une charte dépliée, par Max Baumbach.

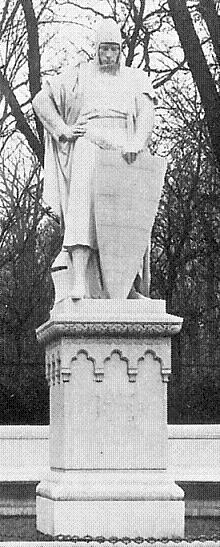
Statue de Jean II (1237-1281).

Le sixième monument, inauguré le 14 novembre 1900, est l'œuvre de Reinhold Felderhoff (en) qui figure le corégent Jean II flanqué à gauche du comte Günther de Lindow et à droite de Conrad de Belitz, bourgmestre de Berlin. Othon IV « à la Flèche » (1238-1308) est commémoré par le septième monument, avec le chevalier Johann von Kröcher à gauche et le conseiller Johann von Buch, sculptés par Karl Begas et dévoilés le 22 mars 1899.
Reinhold Begas est l'auteur du huitième monument inauguré le 22 mars 1900 qui honore la mémoire de Waldemar le Grand (1280-1319) entouré à gauche du grand-maître de l'ordre Teutonique Siegfried von Feuchtwangen et à droite du ménestrel Heinrich Frauenlob. August Kraus est chargé du neuvième monument consacré à Henri II l'Enfant (1308-1320), flanqué à gauche du duc Warcislas de Poméranie et à gauche du chevalier Wedigo von Plotho; il est inauguré le 22 mars 1900. Le buste du chevalier a été sculpté d'après la figure du peintre et photographe Heinrich Zille, tandis que Kraus s'est inspiré du jeune Paul Bazelaire pour le personnage d'Henri II. Le dixième monument est l'œuvre d'Ernst Herter qui reçoit la commande de Louis Ier (1315-1361), entouré à gauche de Johann von Buch le Jeune et à droite du burgrave de Nuremberg, Jean II. Louis le Romain (1328-1365) est le personnage principal du onzième monument avec le chevalier Hasso le Rouge de Wedel à droite et Friedrich von Lochen à droite. Ce monument est sculpté par le comte von Görtz (de) dont la famille est proche de Guillaume II et inauguré le 14 novembre 1900. Il a été détruit pendant la bataille de Berlin.

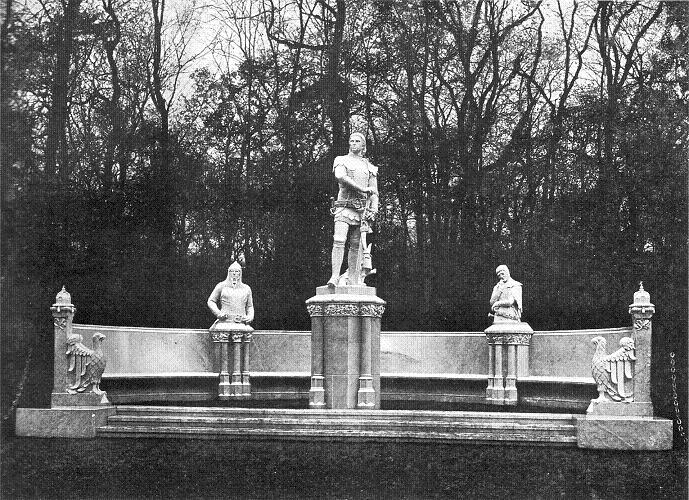
Vue du monument consacré à Louis le Romain.

Le douzième monument représente Othon V le Paresseux (1346-1379), qu'un caricaturiste a représenté couché, après l'inauguration le 22 mars 1899. Il est sculpté par Adolf Brütt. Celui-ci a représenté à sa gauche le patricien et juriste berlinois Thilo von Brügge et à sa droite le bourgmestre de Berlin, Thilo von Wardenberg. Le treizième monument, sculpté par Ludwig Cauer, figure l'empereur Charles IV (1316-1378). Son conseiller, l'archevêque de Magdebourg Dietrich von Portitz, se trouve à sa gauche et Claus von Bismarck, ancêtre de la célèbre famille, capitaine de l'archevêque et chambellan à la cour du margrave, à sa droite. Le monument a été inauguré le 28 août 1899. Le groupe suivant représente encore un empereur germanique, Sigismond de Luxembourg (1368-1437) coiffé d'un casque surmonté de l'aigle impériale et tenant une épée, avec à gauche son fidèle Lippold de Bredow et à droite le bourgmestre de Berlin, Bernd Rynke. Eugen Börmel est l'auteur de ce quatorzième monument inauguré le 6 mai 1900.

## Illustrations

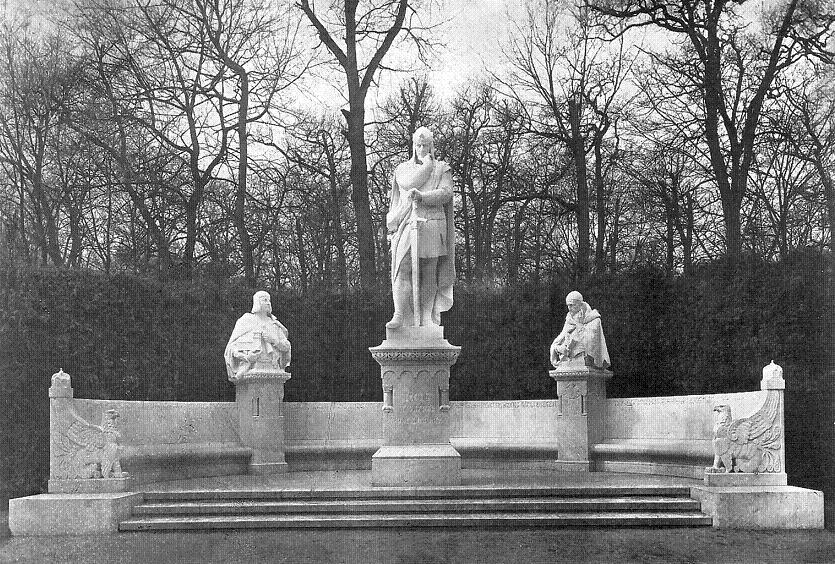
Vue du monument no 3 avec Othon II de Brandebourg.
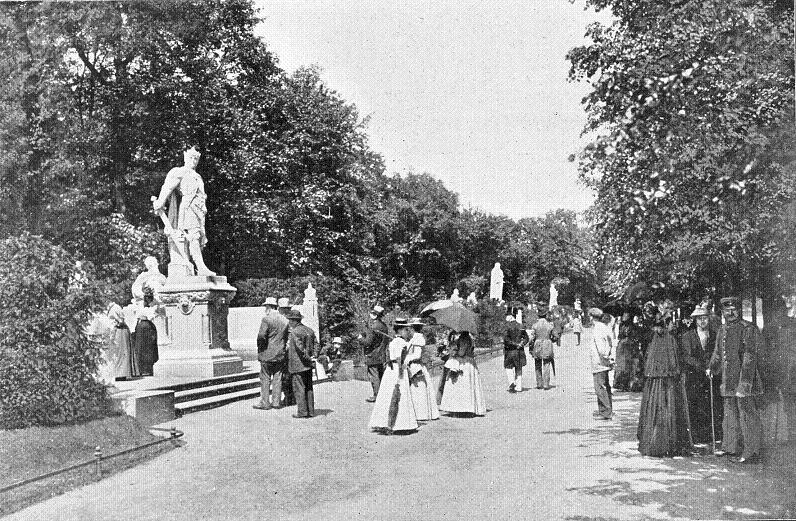
Vue du monument d'Albert II de Brandebourg inauguré en 1898 (carte postale de 1903).
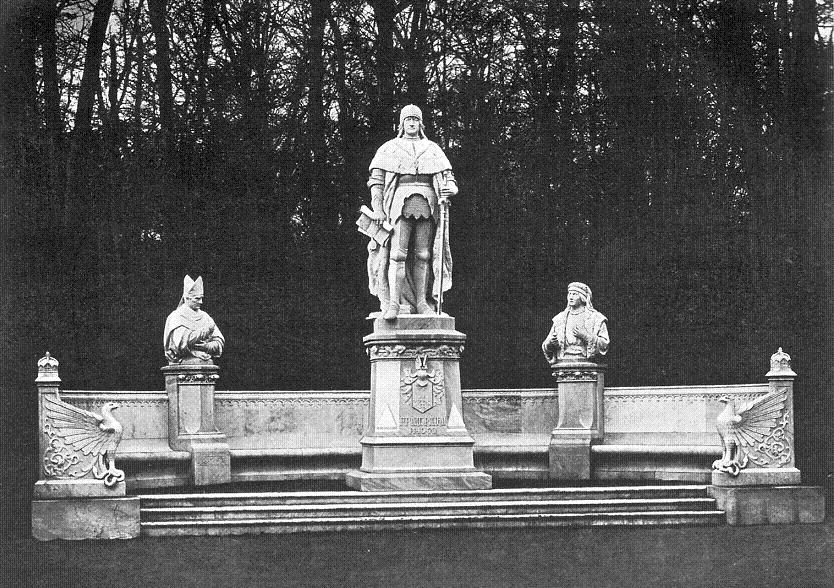
Vue du monument n°16 avec Frédéric II de Brandebourg (1413-1471) au centre, Wilke von Blankenfeld (1400-1474), le maire de Berlin à droite et Friedrich Sesselmann, l'évêque de Lebus à gauche. Sculpteur: Alexander Calandrelli.
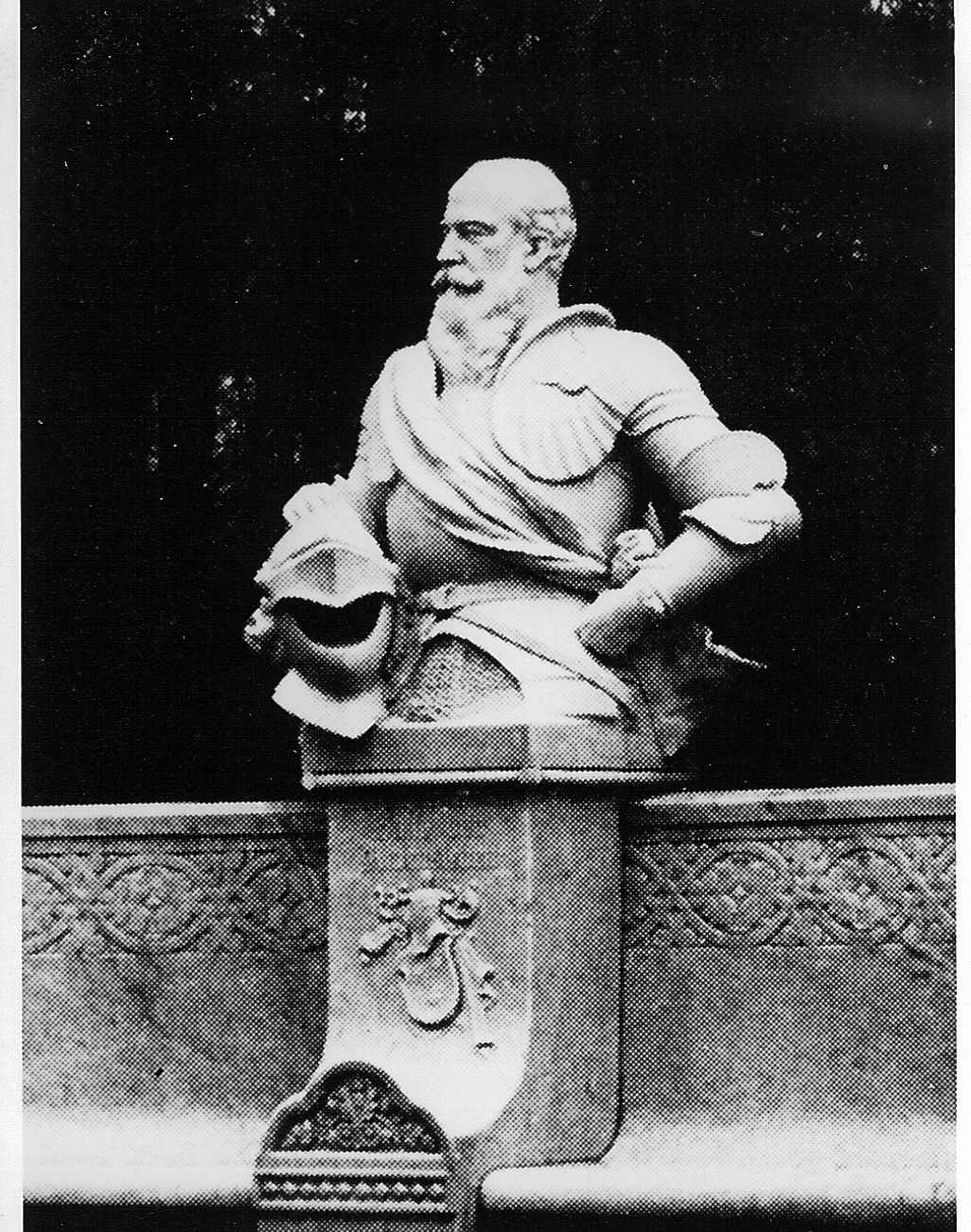
Vue du buste de droite du monument no 18 représentant Busso VII von Alvensleben (de) (1441-1495). Sculpteur: Albert Manthe.
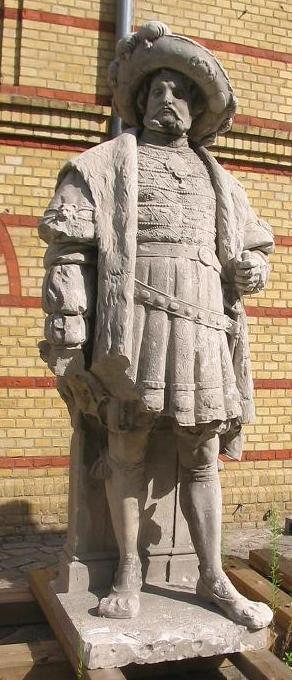
Statue de Joachim-Nestor de Brandebourg (1484-1535) venant du monument n°19, dans son état actuel. Sculpteur: Johannes Götz.
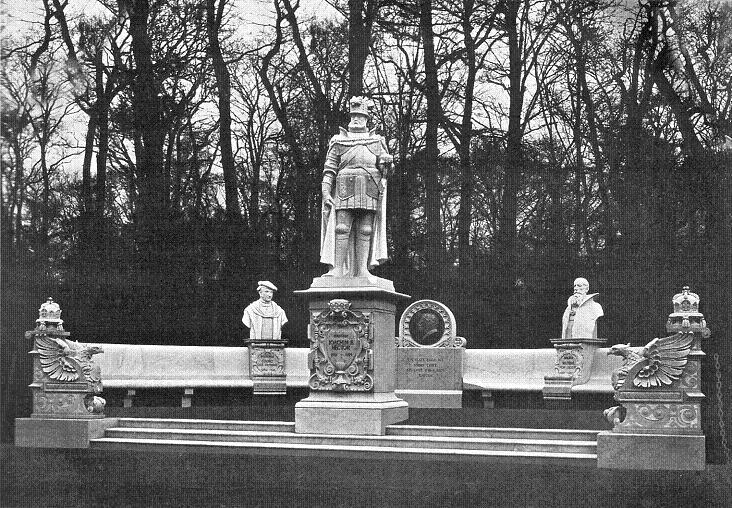
Vue du monument n°20 avec Joachim-Hector de Brandebourg (1505-1571). Sculpteur: Harro Magnussen.
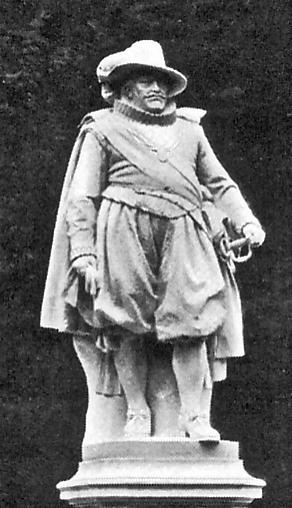
Statue du prince Jean-Sigismond de Brandebourg (1572-1619) du monument n°23. Sculpteur: Peter Breuer.
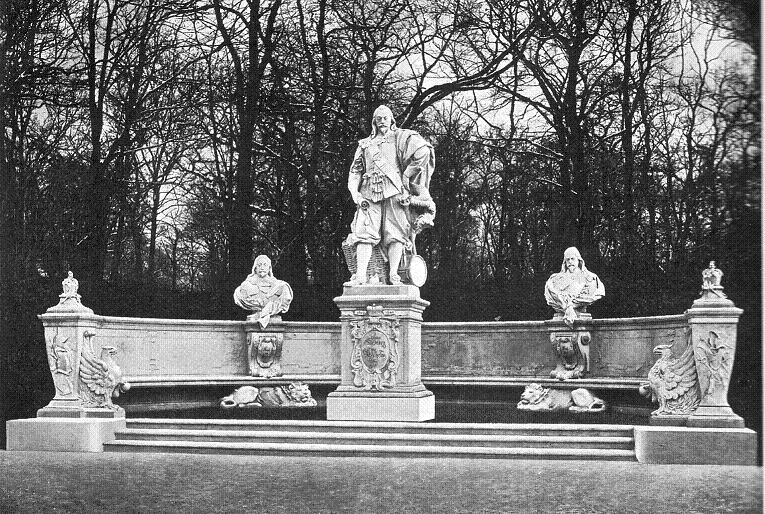
Vue du monument no 24 avec le prince Georges-Guillaume de Brandebourg, duc de Prusse (1595-1640). Sculpteur: Cuno von Uechtritz-Steinkirch.
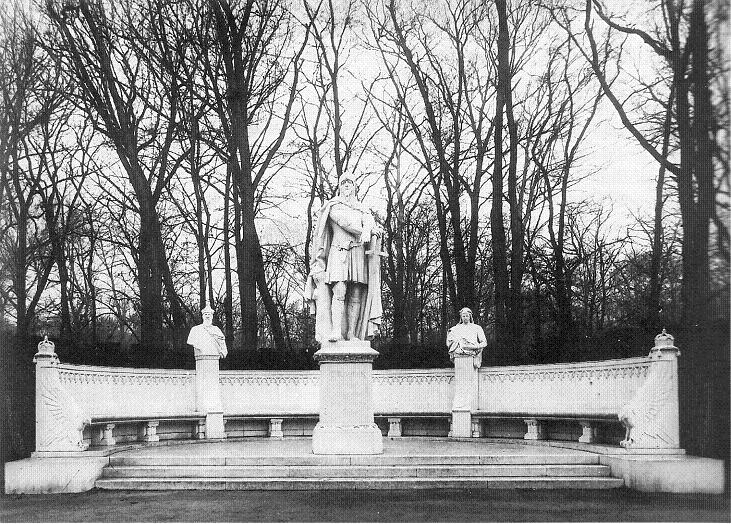
Monument n°8 avec Waldemar le Grand (sculpteur: Reinhold Begas).

## Statues de 15 à 25

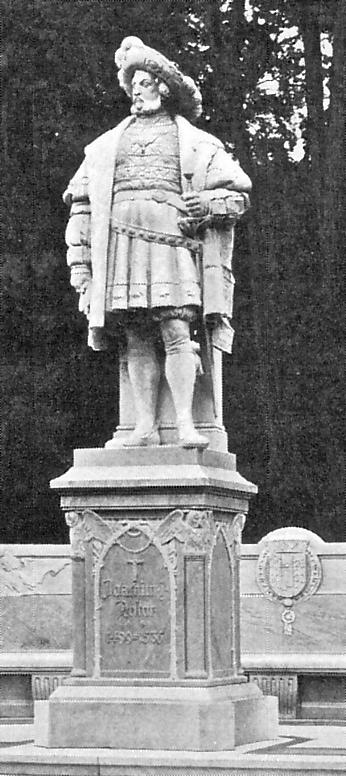
Statue de Joachim-Nestor de Brandebourg (monument no 19) par Johannes Götz.

Le monument n°15 représente Frédéric Ier de Brandebourg (1371-1440) qui est décrit plus haut. Le monument no 16 représente Frédéric II de Brandebourg (1413-1471) qui acheta aux chevaliers teutoniques la province de la Nouvelle Marche du Brandebourg. Son chancelier, l'évêque Friedrich Sesselmann (de), est à droite et à gauche le bourgmestre de Berlin, Wilke Blankenfelde. Le groupe a été sculpté par Alexander Calandrelli et inauguré le 22 décembre 1898. Le monument n°17, inauguré le 28 août 1900, est l'œuvre d'Otto Lessing qui représente Albert-Achille de Brandebourg (1414-1486) qui apporta la Poméranie aux Hohenzollern. Il est entouré à gauche de Werner von der Schulenburg et à droite de Ludwig von Eyb, son camérier. Le monument n°18 montre Jean-Cicéron de Brandebourg (1455-1499) qui fit de Berlin la capitale des Hohenzollern. C'est l'œuvre d'Albert Manthe qui l'a flanqué à gauche d'Eitewolf vom Stein, conseiller à la cour, humaniste et membre de la « Sodalitas litteraria Germaniæ », et à droite du maréchal Busso von Alvensleben. Le monument a été inauguré le 14 novembre 1900. Le monument n°19 est consacré à Joachim-Nestor de Brandebourg (1484-1535) dont le costume a été inspiré au sculpteur Johannes Götz du portrait du margrave par Cranach l'Ancien. Götz a sculpté le buste du frère de Jean-Nestor, le cardinal Albert de Brandebourg, à gauche, et à droite, l'évêque de Lebus, Dietrich von Bülow (de). Le monument a été dévoilé au public le 28 août 1900.
Le monument no 20 inauguré le 22 décembre 1900 représente l'électeur Joachim-Hector de Brandebourg (1505-1571) qui adopta personnellement la religion luthérienne en 1555, alors que le Brandebourg l'avait adoptée en 1539. Il est entouré à gauche de Georges Ier de Brandebourg-Ansbach et à droite de Matthias von Jagow (en) qui introduisit la Réforme au Brandebourg. Ce monument est l'œuvre d'Harro Magnussen.

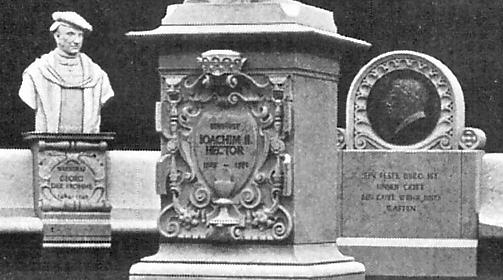
Détail du monument n°20 avec le médaillon de Luther sur la droite, et à gauche le buste de Georges le Pieux.

Un médaillon de bronze au milieu du banc figure Martin Luther avec l'inscription « Ein feste Burg ist unser Gott, ein gute Wehr und Waffen. » Martin Wolff est l'auteur du monument no 21, inauguré le 18 décembre 1901, représentant l'électeur Jean-Georges de Brandebourg (1525-1598), dit « l'Économe », avec à gauche le comte Roch de Lynar, bâtisseur de la citadelle de Spandau, et à droite son chancelier Lampert Distelmeyer (de). Le monument n°22 met en scène l'électeur Joachim-Frédéric de Brandebourg (1546-1608), régent du duché de Prusse, avec à droite son président du conseil secret, le comte von Schlik (en) et à droite son chancelier Johann von Löben (de), le tout ayant été sculpté par Norbert Pfretzschner (en). L'inauguration a lieu le 26 octobre 1900.
Le monument no 23, inauguré le 30 août 1901, représente Jean-Sigismond de Brandebourg (1572-1619) qui fit adopter le calvinisme aux Hohenzollern, au lieu du luthéranisme. On trouve à gauche le grand burgrave Fabien Ier de Dohna et à droite le conseiller secret, Thomas von dem Knesebeck, tous sculptés par Peter Breuer (sv).
Cuno von Uechtritz-Steinkirch crée le monument no 24, inauguré le 23 décembre 1899, qui représente Georges-Guillaume de Brandebourg (1595-1640), duc de Prusse, qui combattit pendant la Guerre de Trente Ans. Le buste de Konrad von Burgsdorff (de) se trouve à gauche et celui du chancelier de Georges-Guillaume, le comte Adam von Schwartzenberg, à droite.
Le monument no 25, inauguré le 30 mars 1901, représente le grand-électeur Frédéric-Guillaume de Brandebourg (1620-1688) qui restaura la puissance des Hohenzollern après les ravages de la Guerre de Trente Ans. Il est flanqué à gauche de son grand maréchal, Georg von Derfflinger, et à droite du baron von Schwerin (de), son conseiller. Le groupe a été sculpté par Fritz Schaper.

## Illustrations

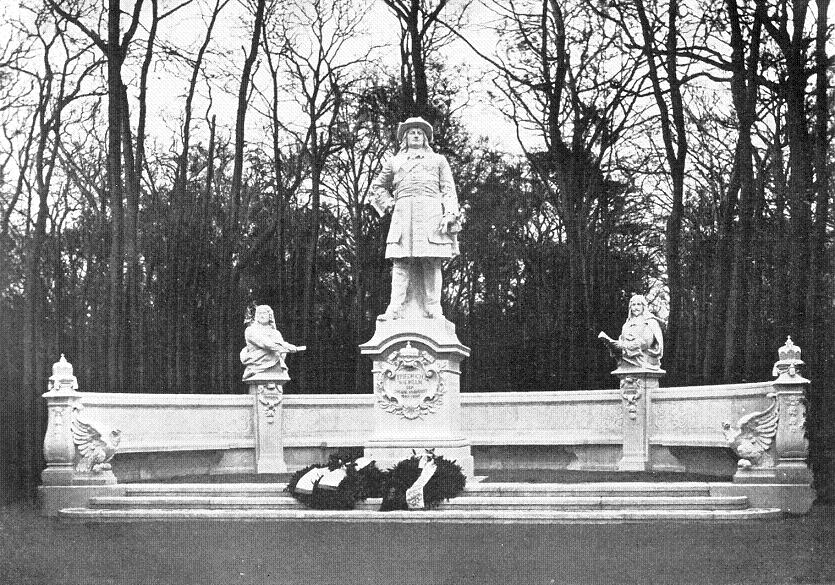
Vue du monument n°25 avec le grand-électeur du Brandebourg, Frédéric-Guillaume. On remarque des gerbes au pied de la statue.
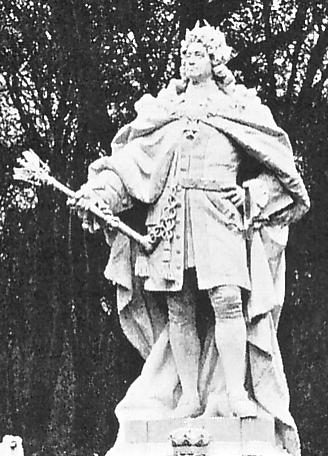
Statue du monument n°26 représentant Frédéric Ier de Prusse.
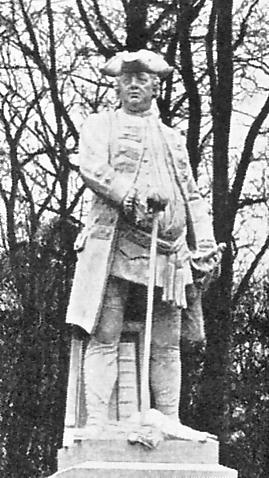
Statue du « roi-sergent » Frédéric-Guillaume Ier de Prusse (monument n°27).
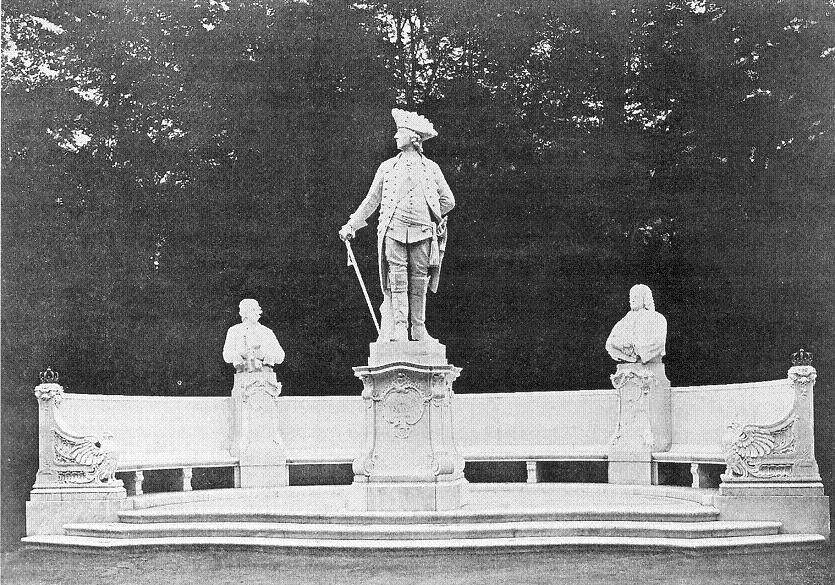
Monument n°28 autour du roi Frédéric le Grand.

## Statues de 26 à 34

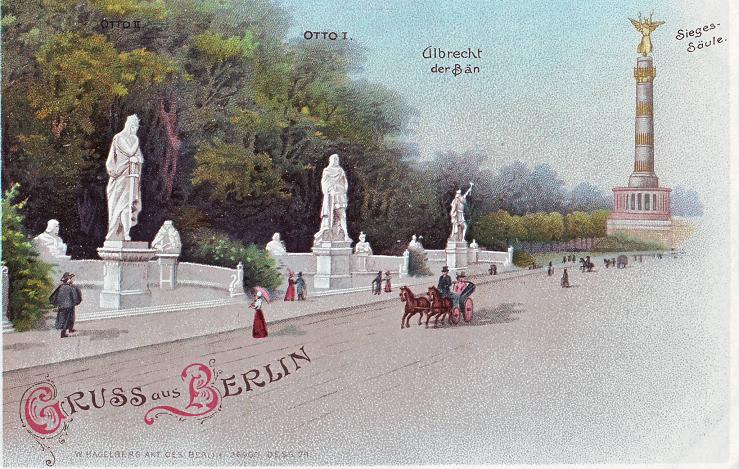
Carte postale du début du XXe siècle représentant la Siegessäule et le début de l'allée de la Victoire.

Le monument n°26, inauguré le 3 mai 1900, est consacré à Frédéric Ier, roi en Prusse (1657-1713), sculpté par Gustav Eberlein, avec à gauche le sculpteur Andreas Schlüter et à droite le baron Eberhard von Danckelmann (en).
Rudolf Siemering est l'auteur du monument n°27, inauguré le 22 décembre 1900, qui met en scène le « roi-sergent » Frédéric-Guillaume (1688-1740) avec à gauche son maréchal de camp, Léopold d'Anhalt-Dessau, et à droite son ministre des Affaires étrangères, Heinrich Rüdiger von Ilgen.

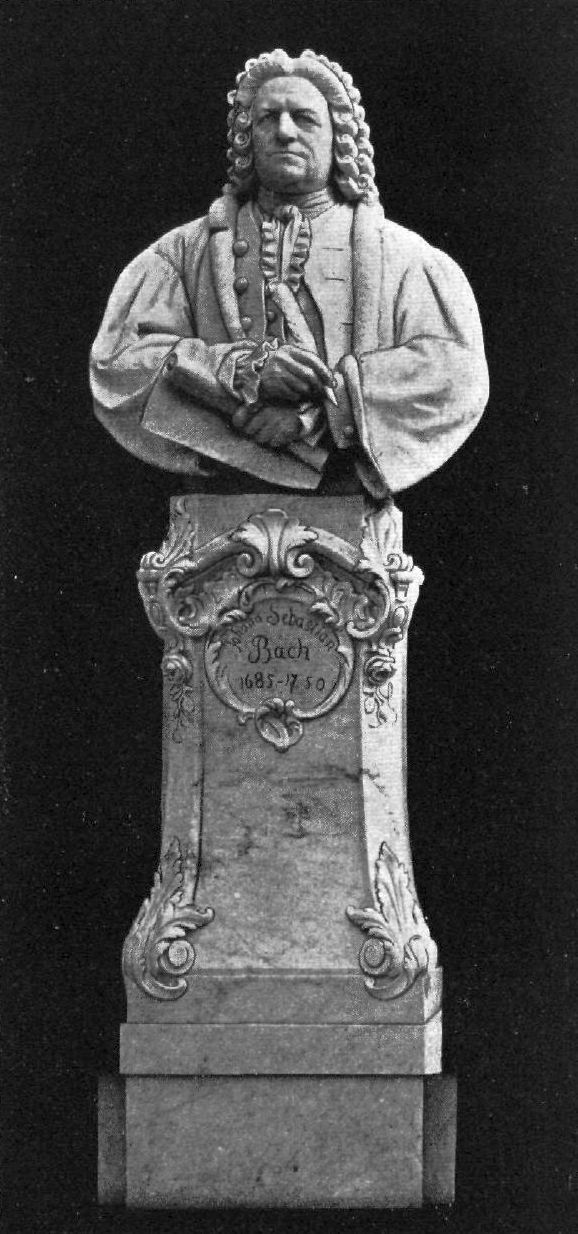
Buste de Jean-Sébastien Bach au monument n°28 de Frédéric le Grand.

Le monument n°28, inauguré le 26 août 1899, est l'œuvre de Joseph Uphues. On y voit le roi Frédéric le Grand (1712-1786) appuyé sur sa canne et entouré à gauche du maréchal de Schwerin et à droite de Jean-Sébastien Bach.
Le monument n°29 représente le roi Frédéric-Guillaume II de Prusse (1744-1797), flanqué à gauche de son grand chancelier, le comte von Carmer, et à droite d'Emmanuel Kant, le philosophe. L'auteur du monument, inauguré le 22 mars 1900, est Adolf Brütt.
Le monument n°30 est l'œuvre de Gustav Eberlein qui a figuré le roi Frédéric-Guillaume III (1770-1840) entouré du vainqueur des armées napoléoniennes, le maréchal von Blücher, prince de Wahlstatt, à gauche, et à droite du baron de Stein, le réformateur prussien.
Le monument n°31 représente le roi Frédéric-Guillaume IV.

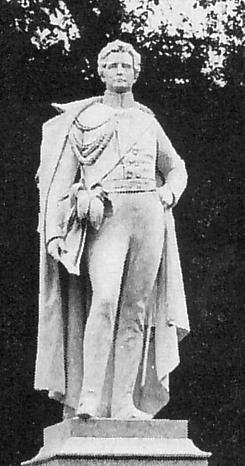
Statue du monument n°31 représentant Frédéric-Guillaume IV de Prusse.

Il a une allure peu martiale malgré son uniforme et il est entouré à gauche du géographe et explorateur Alexandre de Humboldt et à droite du sculpteur Christian Daniel Rauch. Ce monument, œuvre de Karl Begas, est dévoilé au public le 26 octobre 1900.
Le dernier monument, le n°32, est l'œuvre de Reinhold Begas qui a figuré le roi de Prusse et vainqueur des Français Guillaume (1797-1888) devenu empereur allemand. Le buste du général von Moltke se trouve à gauche et celui du chancelier, le prince von Bismarck, à droite. Le monument est inauguré le 30 mars 1901.
C'est en principe le dernier monument que le Kaiser Guillaume II doit offrir au peuple berlinois ; mais, le 18 octobre 1903 — jour anniversaire de l'empereur défunt — deux statues, qui devaient se trouver sur la place devant la porte de Brandebourg et qui représentent les parents du Kaiser, l'empereur Frédéric III et l'impératrice Frédéric, née princesse royale d'Angleterre, sont placées elles aussi à l'allée de la Victoire.
Celle de Frédéric III est aménagée alors comme les autres, mais sans banc semi-circulaire, avec juste deux bancs de côté, le tout en marbre de Laas (Tyrol du Sud) et deux bustes: celui à gauche du maréchal-comte von Blumenthal et celui à droite d'Hermann von Helmholtz. L'architecte Ernst von Ihne est l'auteur (avec Albert Wassermann) du dessin, et Adolf Brütt sculpte les personnages avec ses élèves.
Le monument de l'impératrice Frédéric, morte le 5 août 1901, est sculpté par Fritz Gerth (de), sur un projet d'Ihne. C'est la seule figure féminine qui bénéficie d'un monument à part entière. Elle est flanquée à gauche du philosophe Eduard Zeller et à droite du chimiste August Wilhelm von Hofmann.

## Illustrations

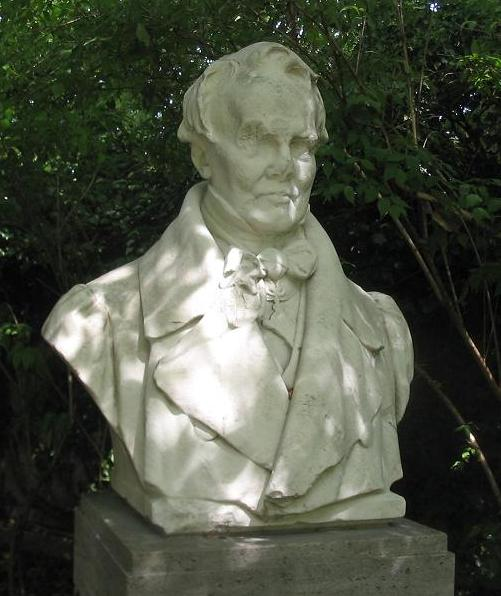
Buste de Humboldt du monument n°31.
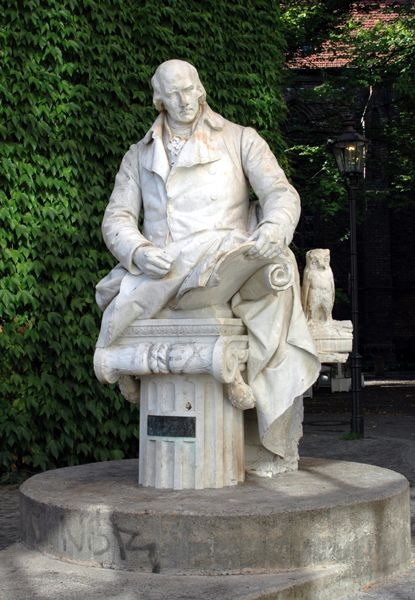
Buste du baron de Stein du monument n°30 dans son état actuel à Spandau, au bord de la Mönchgasse.
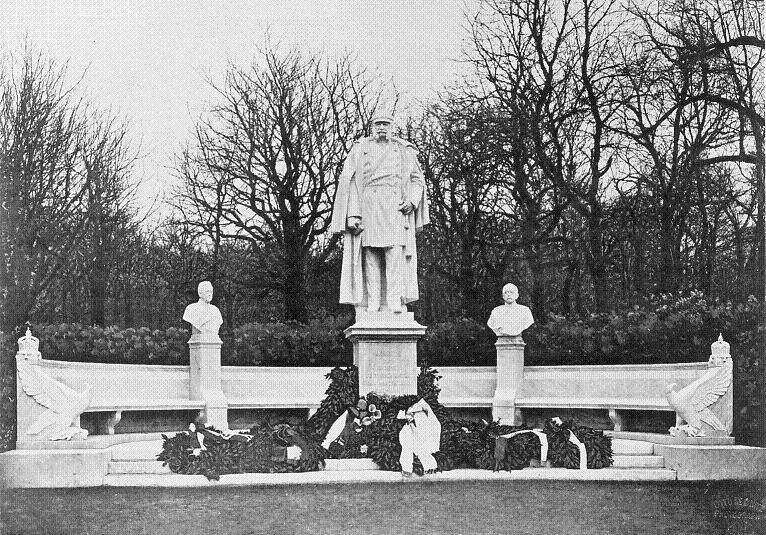
Monument n°32 autour de la statue de Guillaume Ier.
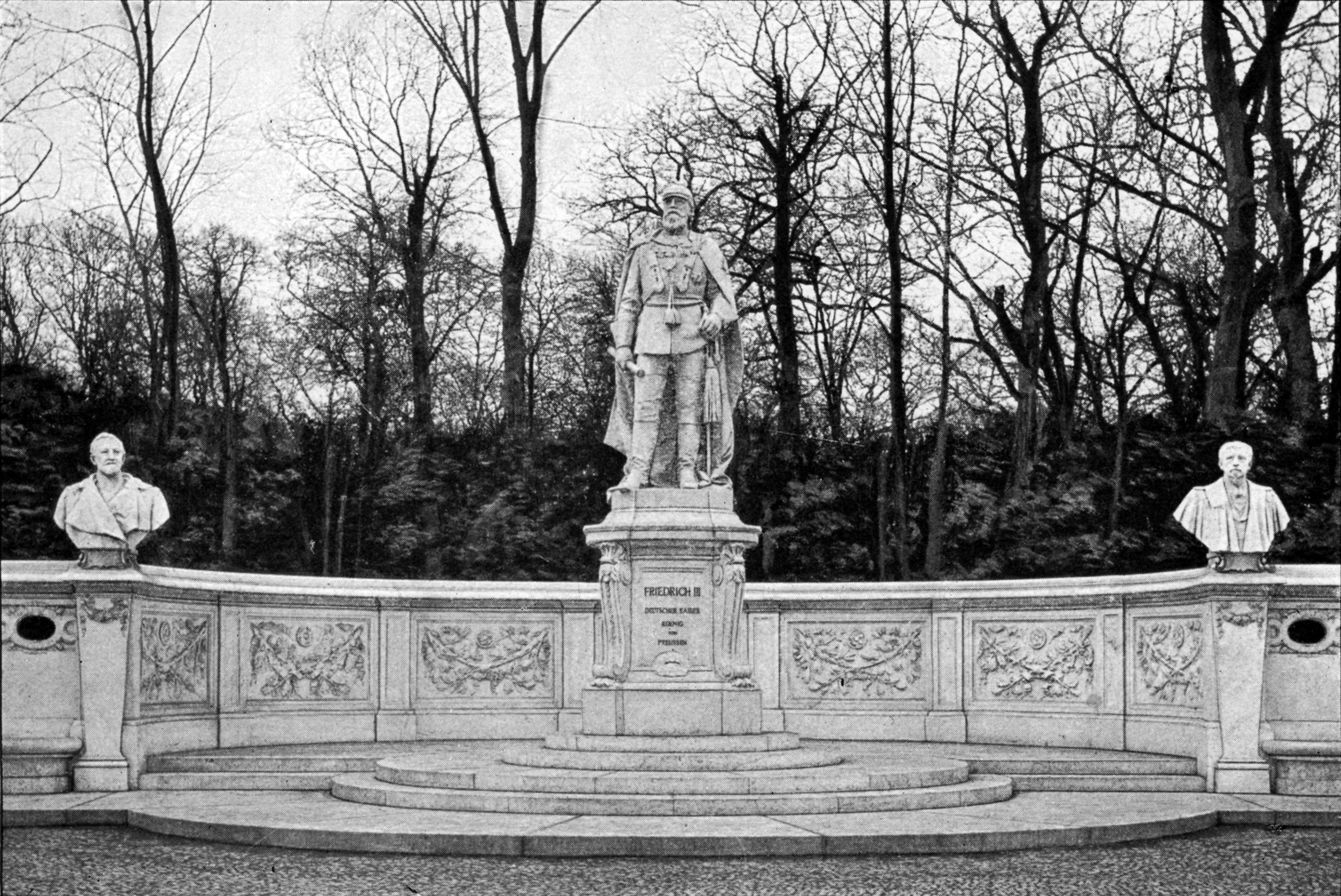
Monument de Frédéric III.
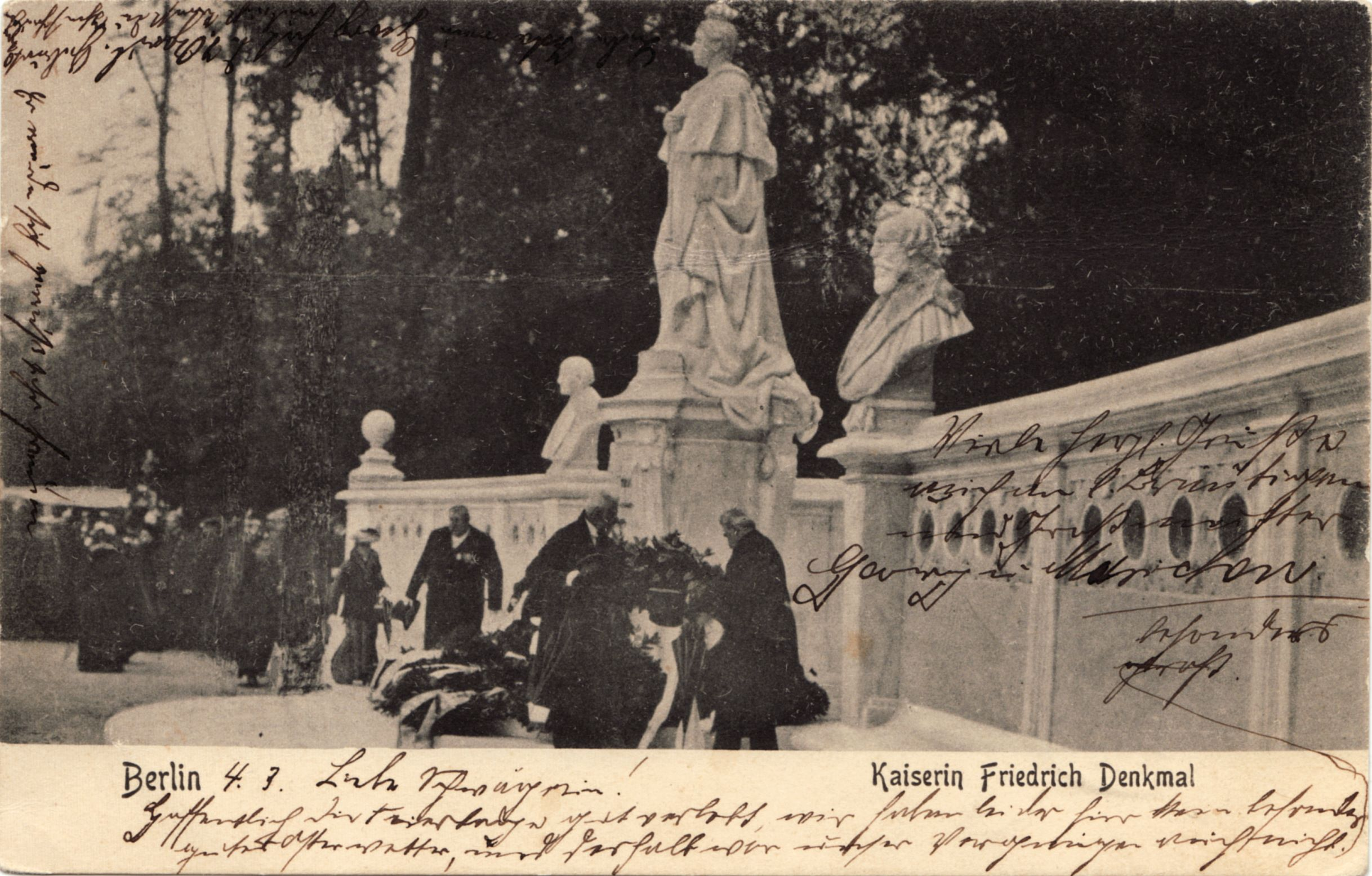
Monument de l'impératrice Victoria.

## Destruction de l'allée

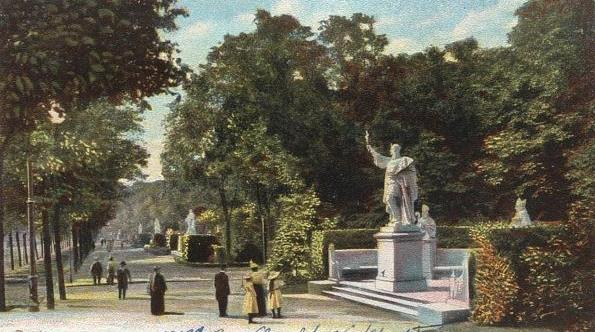
Vue du début de l'allée en 1902 avec le monument d'Albert l'Ours, à droite.

Malgré les critiques de quelques intellectuels ou satiristes de l'époque, l'allée de la Victoire est un endroit de promenade apprécié des Berlinois qui apprennent ainsi à mieux connaître les personnages de leur passé. Des classes d'écoliers sont emmenées par leurs professeurs pour visiter les monuments et s'en inspirer pour leurs devoirs. Les promeneurs se reposent sur les bancs pendant les beaux jours.
Mais la roue de l'histoire tourne. À la chute de l'Empire et pendant la révolution spartakiste, quelques statues sont endommagées par les émeutiers. Kurt Tucholsky écrit dans le journal satirique Ulk que l'allée de la Victoire est le symbole de l'autocratie, et les députés socialistes émettent un veto pour l'entretien de l'allée. Finalement, la république de Weimar entretient les statues et l'allée continue d'être un lieu de promenade.

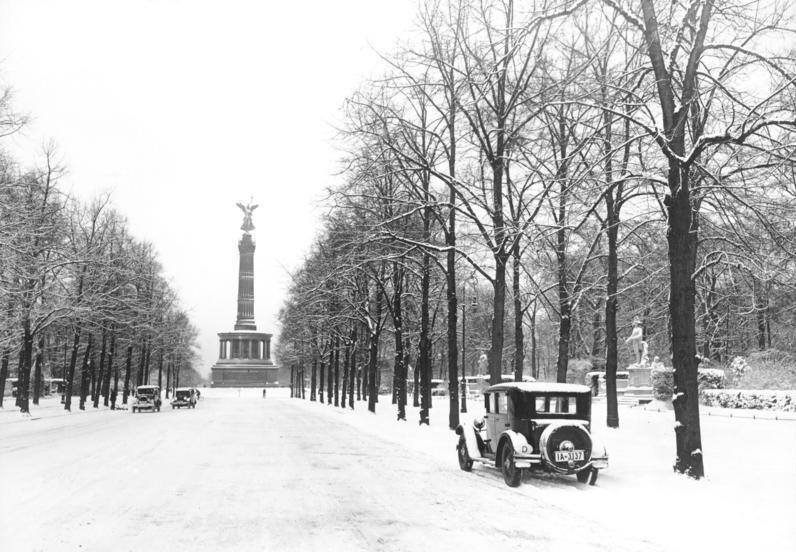
L'allée de la Victoire en 1933 sous la neige.

L'arrivée du NSDAP au pouvoir se traduit par un plan d'urbanisme d'ampleur dans la capitale du Troisième Reich, notamment pour les Jeux olympiques de 1936. En 1938, la Siegessäule est déplacée à son emplacement actuel, au rond-point de Großer Stern. L'architecte d'Hitler Albert Speer prévoit pour son projet de la Welthauptstadt Germania de grandes artères et du marbre à profusion. Il prévoit d'aménager une allée partant du rond-point qui comprendrait entre autres un « forum du IIe Reich », regroupant les statues de personnalités de l'Empire allemand, comme Bismarck dont le nouveau régime voulait s'approprier la mémoire. Pour la grande parade du cinquantième anniversaire d'Hitler, le 20 avril 1939, les statues de l'allée de la Victoire sont utilisées.

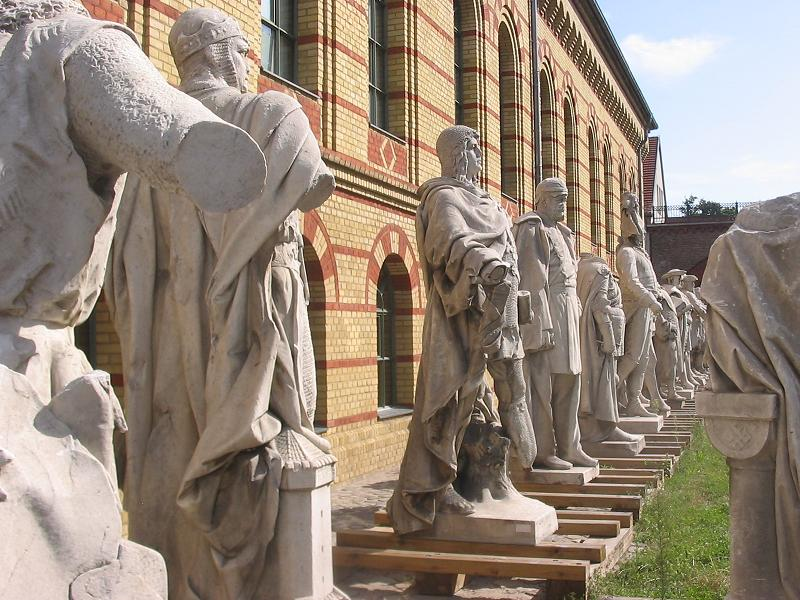
Vue des statues à la citadelle de Spandau, en août 2009.

Quelques statues sont endommagées par les bombardements de la Seconde Guerre mondiale et deux monuments disparaissent. Mais c'est en 1947 que les autorités d'occupation de Berlin décident de la destruction des monuments et de la disparition de l'allée de la Victoire. Les forces d'occupation britanniques commencent à détruire certains monuments, alors que le Tiergarten n'est plus qu'un paysage désolé. Au croisement de l'allée de la Victoire et de l'axe est-ouest (aujourd'hui Straße des 17. Juni), les Soviétiques érigent l'immense mémorial de Tiergarten en l'honneur des soldats de l'Armée rouge tombés au combat contre le Troisième Reich. À l'exception des monuments d'Albert l'Ours et de Frédéric-Guillaume IV, qui sont expédiés à la citadelle de Spandau, toutes les autres statues, qui entre-temps ont été mutilées ou décapitées, sont gardées, puis enterrées dans le parc du château de Bellevue, grâce à l'action d'un conservateur berlinois, Hinnerk Schaper.
Elles sont déterrées en 1978 et une partie d'entre elles est conservée au lapidarium de Kreuzberg (vingt-six statues et quarante bustes). Lorsque le régime de la République démocratique allemande prend fin, une partie des statues est vendue à des acheteurs privés. Le buste du baron de Stein est installé dans une rue de Spandau (la Mönchgasse) et d'autres bustes sont présentés au public.

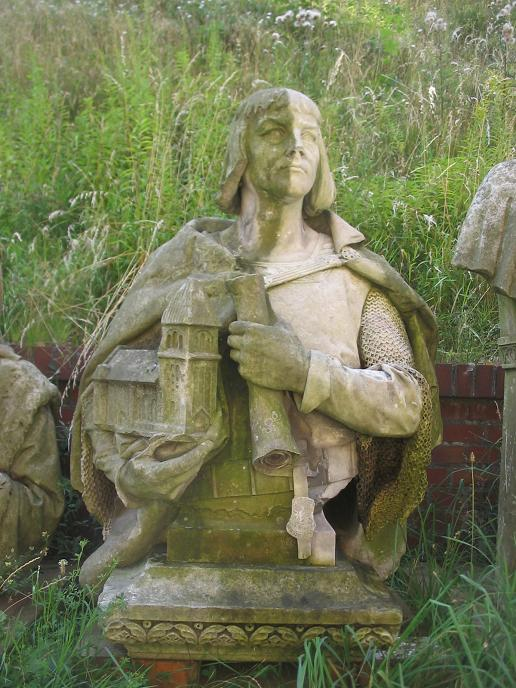
Restauration du buste de Gans von Putlitz du monument n°3.

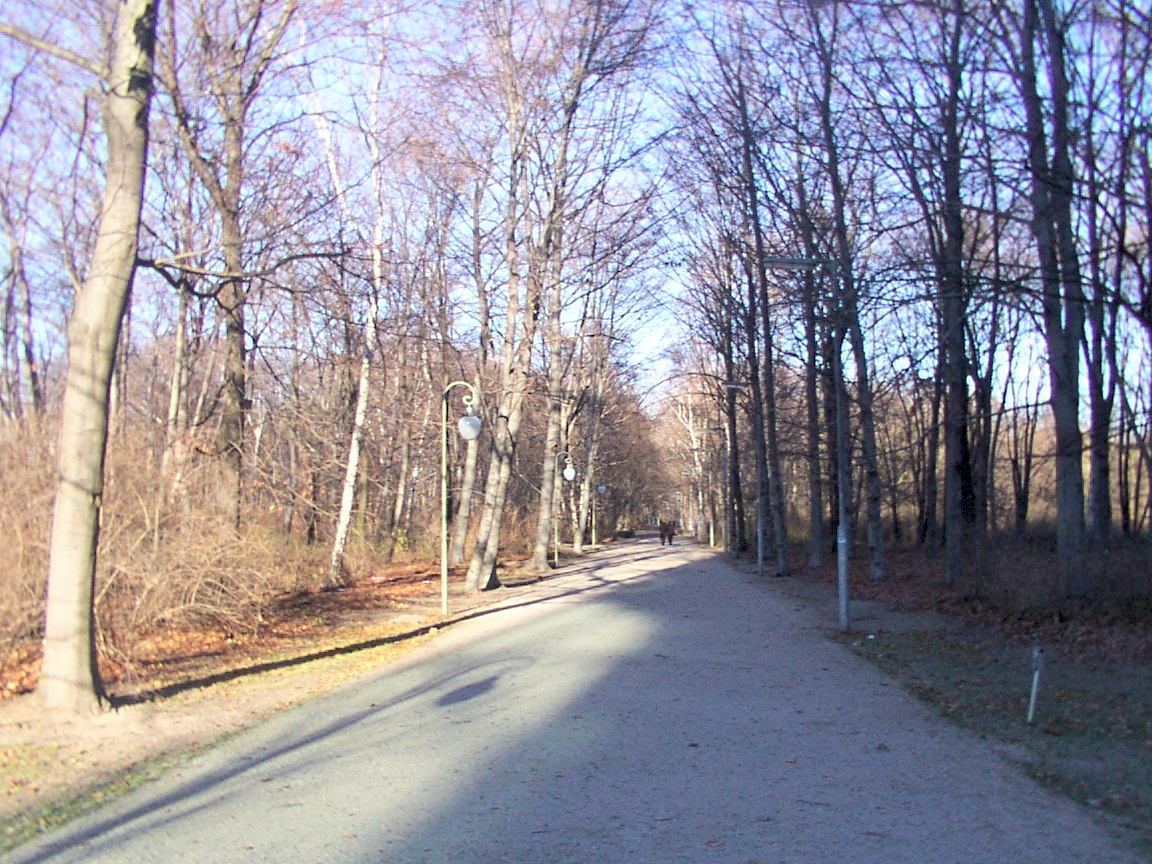
L'emplacement de l'allée de la Victoire en 2003.

En 2005, la statue d'Othon le Paresseux et celle de Frédéric-Guillaume II (sculptées par Adolf Brütt), ainsi que celle de Guillaume Ier (sculptée par Reinhold Begas) sont placées dans une aile du château de Charlottenburg. En mai 2009, toutes les autres statues sont mises à la citadelle de Spandau et certaines sont restaurées en vue de l'exposition Berlin et ses monuments inaugurée en 2016. Le fonds européen de développement régional et la fondation berlinoise Stiffung Deutsche Klassenlotterie ont été mises à contribution pour un coût de six millions d'euros en vue de cette exposition.
L'allée de la Victoire a disparu. Les contre-allées ont été recouvertes d'arbres et la chaussée centrale n'est plus qu'une petite voie piétonnière à travers le Tiergarten.

## Liste des sculpteurs de l'allée de la Victoire

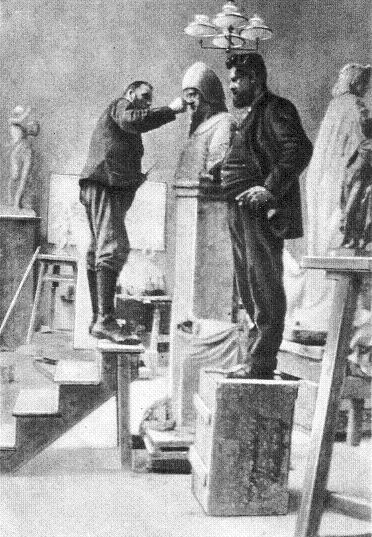
Kraus prenant Zille comme modèle pour le buste du chevalier von Plotho.

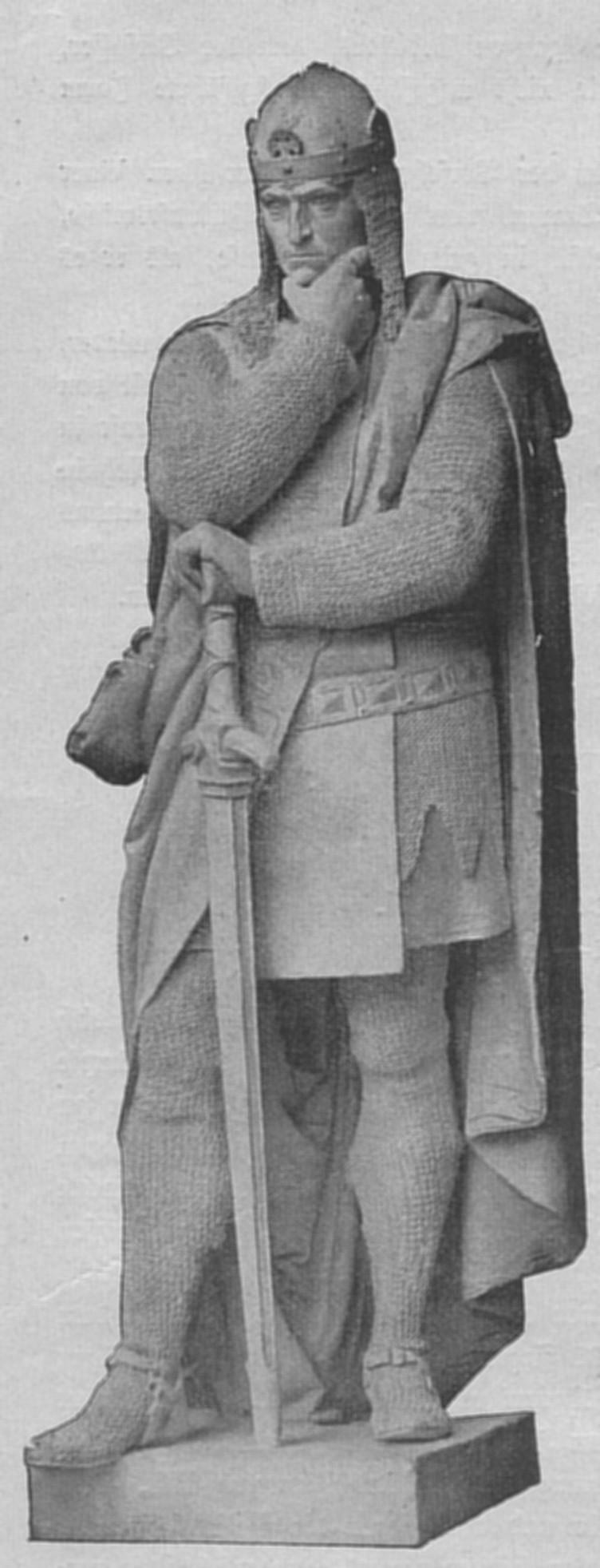
Statue d'Othon II de Brandebourg, par Joseph Uphues.

- Max Baumbach : n°5
- Karl Begas : n°7, n°31
- Reinhold Begas : n°8, n°32
- Johannes Boese (de) : n°4
- Eugen Boermel : n°14
- Peter Breuer : n°23
- Adolf Brütt : n°12, n°29, n°33
- Alexander Calandrelli : n°16
- Ludwig Cauer : n°13
- Gustav Eberlein : n°26, n°30
- Reinhold Felderhoff (de) : n°6
- Fritz Gerth (de) : n°34
- Emil von Schlitz (de) : n°11
- Johannes Götz : n°19
- Ernst Herter : n°10
- August Kraus : n°9
- Otto Lessing : n°17
- Harro Magnussen : n°20
- Albert Manthe : n°18
- Karl Ludwig Manzel : n°15
- Norbert Pfretzschner (de) : n°22
- Fritz Schaper : n°25
- Walter Schott : n°1
- Rudolf Siemering : n°27
- Cuno von Uechtritz-Steinkirch : n°24
- Max Unger : n°2
- Joseph Uphues : n°3, n°28
- Martin Wolff : n°21